# Византијско-млетачки рат
Византијско-млетачки рат вођен је у периоду од 1296. до 1302. године између Византијског царства и Млетачке републике. Рат је завршен победом Венеције.

## Повод
У јулу 1296. године, током венецијанског рата против Ђеновљанске републике, Венецијанци нападају ђеновљанске територије у Црном мору. Том приликом су повредили византијску територију прошавши преко Златног рога. Напали су неке од територија Византије и поред византијско-млетачког примирја из 1285. године. У знак одмазде, цар Андроник хапси млетачке становнике у Цариграду коју су потом масакрирани од преосталих Ђеновљана. То је био повод за избијање рата.

## Рат
Отворени рат ипак није избио све до склапања мира између Венеције и Ђенове. Када је тај рат завршен, Млеци су се окренули ратовању са Византијским царством. Уз помоћ корсара, млетачка флота освајала је византијске територије у Егејском мору. Многе од тих острва освојили су Византинци двадесетак година раније од Латинског царства.
Априла 1301. године Византија шаље своје представнике у Венецију да преговарају о миру. Ти преговори завршени су неуспехом. Јула 1302. године Млеци стижу до самих зидина Цариграда и пред очима бранитеља града мучили су заробљене Византинце са острва Принкипос, укључујући и избеглице који су од Турака побегли из Мале Азије. Овај призор је утицао на Византију да склопи неповољан мир. Он је потписан 4. октобра 1302. године. Млечани су вратили већину острва, али су задржали острва Кеа, Санторини, Серифос и Аморгос.